# Cimitero di Saint-Gervais
Il cimitero di Saint-Gervais ("cimitero di San Gervasio", fr: cimetière de Saint-Gervais), situato nel IV arrondissement di Parigi, è stato un cimitero parrocchiale di Parigi sorto verso la fine nel XIV secolo e chiuso nel 1786.

## Storia
Alcune fonti indicano che, secoli prima la costruzione di questo cimitero, inizialmente vi fu eretta sul posto una piccola cappella ed un precedente cimitero risalente al periodo dei Merovingi; difatti, diversi sarcofagi, risalenti al VI secolo, furono rinvenuti durante alcuni lavori fognari condotti lungo la rue François Miron fra il 1733 ed il 1737.
La costruzione ufficiale del Cimitero di Saint-Gervais risale intorno al XIV secolo; nel 1375, venne costruito il muro perimetrale, chiudendo così il cimitero fra le rue François Miron e rue des Barres, a forma più o meno triangolare.
Lungo la murata, s'instaurò fin da subito il mercato; questi fu in seguito costretto a spostarsi altrove poiché, oltre ad essere ingombrante, divenne malsano per via dell'inquinamento generato da una fabbrica del posto. Nel 1475, la fabbrica venne sostituita da un edificio di undici appartamenti.
All'angolo fra le due strade, vi sorgeva una cancellata del cimitero, questa denominata "Porta delle fosse comuni"; vi era una seconda cancellata lungo la rue François Miron, che fungeva da entrata principale.
Sempre lungo la rue François Miron vi era presente una galleria di arcate che vennero demolite nel 1626 al fine di migliorare la viabilità. Col tempo, il cimitero venne ridotto a circa 640 m²; anche il numero delle fosse venne ridotto: appena 40 fosse, ciascuna capace di contenere 130 corpi.
Le condizioni del cimitero peggiorarono sempre di più, data la malasanità generata dalla putrefazione dei cadaveri; nel 1763 il cimitero venne dichiarato "infetto" ed infine chiuso nel 1786. Nel 1796 venne venduto come patrimonio nazionale; oggi giorno, all'interno del chiostro della chiesa dei Santi Gervasio e Protasio vi sussistono delle cappelle ed alcune tombe rimaste intatte.